# Hal Thirlaway
Henry 'Hal' Ivison Shipley Thirlaway (Nova Lima, 9 de agosto de 1917 – 30 de novembro de 2009) foi um sismólogo britânico nascido no Brasil.
Realizou um trabalho extensivo de monitoramento do subsolo em testes nucleares. Recebeu a Medalha de Ouro da Royal Astronomical Society de 1972.